# Cromwell Cup
A Copa Cromwell foi a segunda competição de futebol do mundo(depois da Copa Youdan, disputado em Sheffield, Inglaterra durante o mês de fevereiro de 1868. o nome da competição vem do gerente do teatro local Alexandra Theatre, Oliver Cromwell, que doou o troféu. Ele também jogou pelo Garrick. O torneio foi aberto a equipes que tinham sido fundados há dois anos. A final foi disputada no estádio Bramall Lane em Sheffield e foi vencido pelo Sheffield Wednesday (na época com o nome de The Wednesday) após marcar o primeiro Gol de Ouro das história. O troféu ainda está no gabinete de troféus do Sheffield Wednesday

## Participantes
- Exchange
- Garrick
- The Wednesday
- Wellington

## Regras
O formato da competição foi elaborado por uma comissão e jogado sob as Regras de Sheffield. As duas primeiras rodadas foram em uma base de eliminatórias, no entanto, a final foi disputada entre três equipes jogando entre si em turno.

## Tabela

### Primeira Fase
| 2 de março de 1867 | The Wednesday                                         | 4 - 0 (3 - 0) | Exchange | Mackenzie Ground |
| 15:00              | Gol marcado · Gol marcado · Gol marcado · Gol marcado |               |          |                  |

|  | Garrick | 0 - 0 (1 - 0) | Wellington | Mackenzie Ground |
|  |         |               |            |                  |

### Final
| 5 de março de 1867 | The Wednesday | 1 - 0 (0 - 0) | Garrick | Bramall Lane |
| 15:00              | Wood          |               |         | Público: 600 |

## Campeão
| Cromwell Cup de 1868      |
| ------------------------- |
| The Wednesday (1º título) |